# Hans Freese (Architekt)

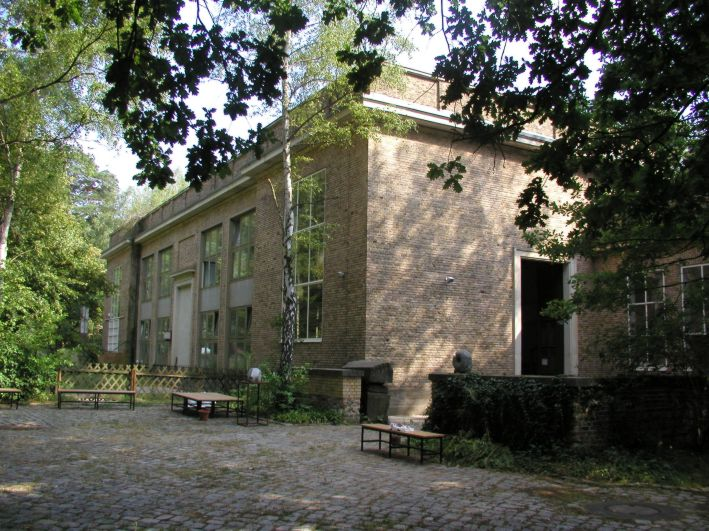
Das Breker-Atelier in Berlin-Dahlem

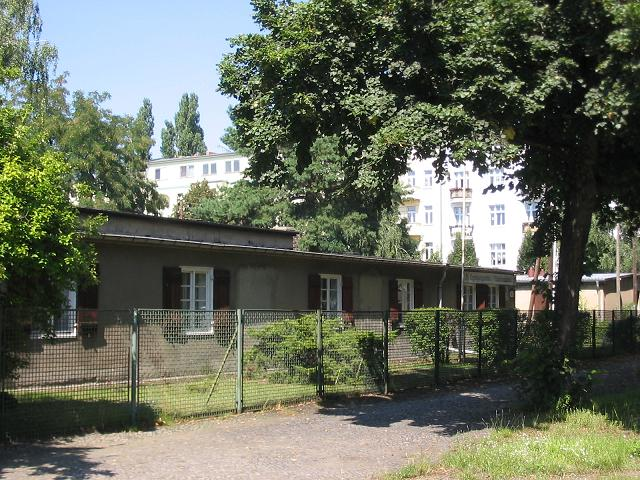
Das ehemalige Zwangsarbeiterlager 75/76 in Berlin-Niederschöneweide

Hans Freese (* 2. Juli 1889 in Oldenburg; † 13. Januar 1953 in Berlin; vollständiger Name Johannes Dietrich Georg Freese) war ein deutscher Architekt und Hochschullehrer.

## Leben
Hans Freese studierte Architektur in München, Dresden und Berlin. Mitte der 1920er Jahre war er Stadtbaurat in Düsseldorf. 1927 wurde er Professor an der Technischen Hochschule Karlsruhe und lehrte dort zeitlich parallel zu Roman Heiligenthal bis 1930 Entwerfen und Städtebau. Er folgte dabei Walter Sackur, der in Karlsruhe von 1912 bis 1925 Stadt- und Landbau sowie Städtebau lehrte. Nach Freese folgte auf dem Lehrstuhl bei den Architekten Otto Ernst Schweizer als Prof. für Städtebau, Siedlungswesen und Entwerfen. Im Jahre 1929 wurde Freese an die Technische Hochschule Dresden berufen.
In Düsseldorf, dort als Stadtbaurat von 1921 bis 1926 tätig, schuf Freese 1925 das Rheinstadion und 1926 verschiedene Ausstellungsgebäude auf der GeSoLei, darunter die Schnellenburg. Zu Beginn seiner Zeit in Karlsruhe entstand 1928–1930 das heutige Max-Planck-Institut für medizinische Forschung in Heidelberg. Zu seinen bekanntesten Bauten zählt das Atelier von Arno Breker in Berlin, es wurde 1939–1942 errichtet. Ab 1941 lehrte Freese als Ordinarius für Entwürfe und Perspektive an der Fakultät für Architektur der Technischen Hochschule in Berlin-Charlottenburg.
1943 wurde Freese vom Generalbauinspektor für die Reichshauptstadt mit dem Bau des Zwangsarbeiterlagers 75/76 in Berlin-Niederschöneweide beauftragt. In den Baracken des letzten erhaltenen Berliner Zwangsarbeiterlagers befindet sich heute das Dokumentationszentrum NS-Zwangsarbeit. Im letzten Kriegsjahr wurde Freese Mitglied des Arbeitsstabes für den Wiederaufbau bombenzerstörter Städte. Freese stand 1944 in der Gottbegnadeten-Liste des Reichsministeriums für Volksaufklärung und Propaganda. Nach dem Krieg wurde Freese kurzzeitig (von 1949 bis 1950) Rektor der Technischen Universität Berlin. Ab 1950 leitete er das dort neu gegründete Institut für Krankenhausbau. Freeses letzter von ihm entworfener Bau war der des Auswärtigen Amts in Bonn. Bei seiner Eröffnung 1955 war er der größte Verwaltungskomplex in Deutschland.

## Familie
1924 heiratete Hans Freese Hedwig Augusta von Oehmke (* 1905 in St. Petersburg; † 1988). Sie war nach der Flucht aus Russland im Jahre 1917 über Riga nach Düsseldorf gekommen, wo sie 1921 eine Ausbildung als Sekretärin erfuhr. Die beiden Söhne kamen 1925 und 1927 auf die Welt. Nach dem Tod ihres Mannes – sie hatte sich mittlerweile zu einer Mosaikkünstlerin, Malerin und Illustratorin entwickelt – heiratete sie im Jahre 1959 den Architekten Wassili Luckhardt in Berlin. Hedja Luckhardt-Freese siedelte 1976 nach Hamburg über.